# Asociación Internacional de Mujeres
La Asociación Internacional de Mujeres (fr: Association internationale des femmes, AIF ) fue una organización feminista y pacifista con sede en Ginebra activa entre 1868 y 1872 fundada por Marie Goegg Pouchoulin. Defendía la igualdad entre hombres y mujeres, algo considerado radical para muchas feministas de la época. 

## Fundación
Los orígenes de la asociación son quizás atribuibles a la propuesta de la feminista sueca Fredrika Bremer en 1854 de crear una organización exclusivamente femenina dedicada a la paz. La feminista suiza Marie Goegg-Pouchoulin (1826-1899) era activa en la Liga Internacional para la Paz y la Libertad cuando se fundó en 1867. Se convirtió en miembro del comité central y dirigió la revista de la liga Les États-Unis d'Europa.  El 8 de marzo de 1868 el periódico publica la propuesta de Goegg de crear una asociación internacional de mujeres en asociación con la liga . Esta asociación es la Asociación Internacional de Mujeres (AIF) . 
La fundación del AIF y el semanario feminista y pacifista de Eugenie Niboyet, La Paix des Deux Mondes, marcó el comienzo de la identificación de las mujeres que trabajan por la paz. Según el historiador Sandi Cooper, Goegg reacciona y responde al creciente militarismo de Prusia y tiene como objetivo "la reeducación de las madres para evitar que otra generación de niños entrenados para respetar los falsos ídolos de la gloria nacional por la conquista militar".
La AIF es la primera organización transnacional de mujeres. Reivindica el sufragio femenino y la educación laica. .La asociación exige "igualdad de remuneración, educación, familia y la ley".  Una tarjeta de membresía de la AIF emitida a Matilde Bajer de Copenhague en diciembre de 1870 indica que entre sus objetivos está el: "trabajar por el progreso moral e intelectual de las mujeres, por la mejora progresiva de su posición en la sociedad, los derechos económicos y políticos"  . 

## Histórico
Las posiciones defendidas por la asociación eran consideradas extremas para muchas mujeres de clase media, por lo que el número de miembros fue relativamente bajo. Las actividades de la AIF se interrumpieron durante la década de 1870 y la Guerra Franco-Prusiana, pero se reanudaron bajo el liderazgo de Goegg a finales de 1870 . La AIF fue conocida a nivel internacional en publicaciones pacifistas y feministas, como la revista Femme, editada y publicada en Italia por Alaide Gualberta Beccari.  Sin embargo, la AIF no logró consolidar una base organizativa sólida. En 1872, la AIF fue vista con sospecha porque la palabra "Internacional" se asoció con la Comuna de París. La asociación también estaba dividida en relación con el liderazgo de Goegg . 
En junio de 1872, un comunicado de prensa sobre una reunión con Julie von May von Rued en Berna anuncia la creación de una nueva asociación llamada Solidaridad: Asociación para la Defensa de los Derechos de las Mujeres. Entre las firmantes se encuentran Caroline de Barrau (Francia), Josephine Butler (Inglaterra), Christine Lazzati (Italia) y las feministas alemanas Rosalie Schönwasser, Marianne Menzzer y Julie Kühne . Marie Goegg-Pouchoulin también fue activa en esta organización .